# 篁山
篁山（たかむらやま）は広島県東広島市にある山。標高522メートル。

## 概要
地元において河内町入野は小野篁の生誕地と言い伝えられており、山の名は篁に由来する。山頂の南側には行基によって開かれたと伝わる花王寺が改号したとされる竹林寺があり、その傍には鎌倉時代の康元元年（1256年）に大多和季盛によって築かれたという松嶽城（松ヶ嶽城）の遺構が残る。
登山道が整備されて地元ではハイキングなどで親しまれる山だが、2018年の平成30年7月豪雨の影響によって2021年（令和3年）9月現在も一部の登山道が通行止めになっている。